# Morti nel 69
| Questa pagina contiene informazioni ricavate automaticamente dalle voci biografiche con l'ausilio del template Bio e di un bot. L'aggiornamento è periodico e automatico e ricostruisce completamente la pagina. Se manca una persona in questa lista, sei pregato di non aggiungerla, ma accertati piuttosto che la sua voce biografica contenga il template Bio e che i dati anagrafici siano correttamente compilati. Se il template Bio manca, inseriscilo tu stesso o, in alternativa, metti l'avviso {{tmp\|Bio}} che ne segnala la mancanza. Se i dati riportati sono sbagliati, correggi direttamente la voce biografica; le modifiche saranno visibili in questa lista entro pochi giorni. Per chiarimenti vedi il progetto biografie. La lista contiene solo le 20 persone che sono citate nell'enciclopedia e per le quali è stato implementato correttamente il template Bio. Pagina aggiornata al 10 feb 2025. |

- 9 gennaio - Lucusta, serial killer romana
- 15 gennaio - Galba, imperatore romano (n. 3 a.C.)
- 15 gennaio - Lucio Calpurnio Pisone Liciniano, nobile romano (n. 38)
- 15 gennaio - Tito Vinio, politico e militare romano (n. 12)
- 16 aprile - Otone, imperatore romano (n. 32)
- 27 aprile - Sant'Evellio, romano
- 20 dicembre - Vitellio, imperatore romano (n. 15)
- 22 dicembre - Vitellio Germanico, politico romano (n. 63)
- 22 dicembre - Lucio Vitellio il Giovane, politico romano (n. 16)
- Tiberio Giulio Alessandro Maggiore, nobile ebreo antico
- Giulio Brigantico, militare britanno
- Icelo Marciano, politico romano
- Cornelio Lacone, prefetto romano
- Marzio Macro, militare romano
- Publio Cornelio Dolabella, magistrato e senatore romano
- Tito Flavio Sabino, politico romano
- Sextilia, imperatrice romana
- Tiberio Giulio Mitridate, sovrano
- Gaio Ofonio Tigellino, prefetto e militare romano
- Fabio Valente, generale romano (n. 35)